# Naunhof

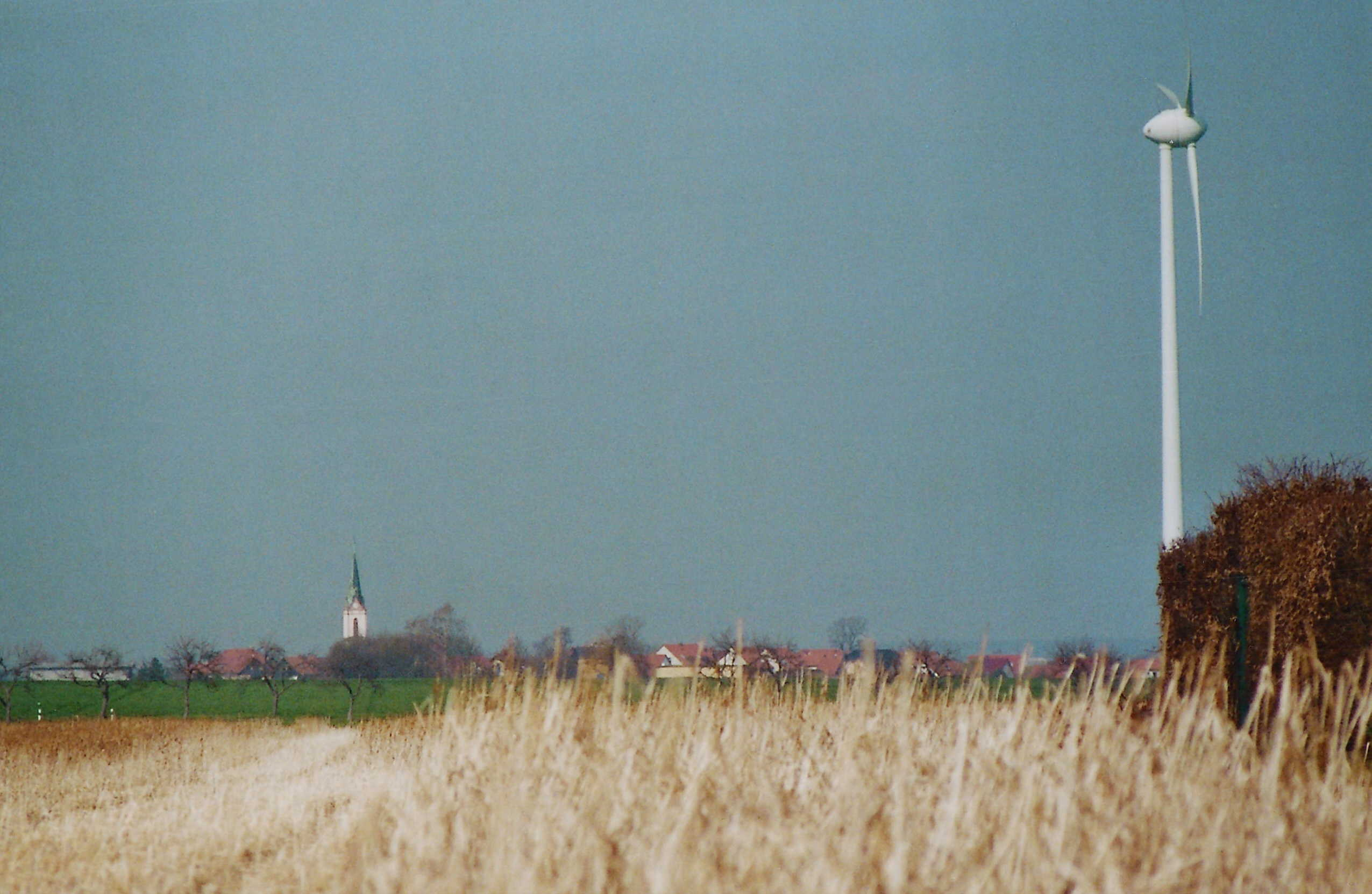
Fuchshain, deel van de stad Naunhof

Naunhof is een gemeente en plaats in de Duitse deelstaat Saksen. De gemeente maakt deel uit van het Landkreis Leipzig.
Naunhof telt 8.721 inwoners.
Bad Lausick ·
Belgershain ·
Bennewitz · 
Böhlen ·
Borna ·
Borsdorf ·
Brandis ·
Colditz ·
Elstertrebnitz ·
Frohburg ·
Geithain ·
Grimma ·
Groitzsch ·
Großpösna ·
Kitzscher ·
Kohren-Sahlis ·
Lossatal ·
Machern ·
Markkleeberg ·
Markranstädt ·
Naunhof ·
Neukieritzsch ·
Otterwisch ·
Parthenstein ·
Pegau ·
Regis-Breitingen ·
Rötha ·
Thallwitz ·
Trebsen/Mulde ·
Wurzen ·
Zwenkau